# Theodor Berndt
Theodor Berndt (* 24. Oktober 1838 in Kuttlau, Kreis Glogau, Schlesien; † 1. April 1916 in Hamm) war ein deutscher Lehrer und nationalliberaler Politiker.

## Leben
Als Sohn eines Oberamtmanns geboren, studierte Berndt nach dem Besuch des Gymnasiums in Neustrelitz und des Friedrich-Wilhelm-Gymnasiums in Posen Theologie und Philosophie in Halle. Während seines Studiums wurde er 1857 Mitglied der Burschenschaft Salingia Halle. Nach seinem Examen arbeitete er als Prediger und Lehrer. 1864 wurde er Lehrer am Friedrichs-Gymnasium Herford. Nebenbei studierte er Philologie an der Münsterschen Akademie. 1883 wurde er Oberlehrer, 1890 Professor. Ab 1895 arbeitete er am Gymnasium Hamm. In Hamm wurde er 1902 Ehrenmitglied des Evangelischen Arbeitervereins. 1903 bis 1908 war er Abgeordneter der Nationalliberalen Partei Westfalens im Landtag.

## Schriften
- Bemerkungen zu Platon's Menexenos. 1888 Digitalisat
- Kritische Bemerkungen zu griechischen und römischen Schriftstellern. [1890] Digitalisat
- Ältere Geschichte des Königlichen Gymnasiums in Hamm 1781-1836 : mit einer der 300 jährigen Jubelfeier der Grafschaft Mark gewidmeten Einleitung, Hamm : Griebsch, 1909 Digitalisat